# 叶多栞
叶多 栞（かのうだ しおり、1995年11月4日 - ）は、日本の元アナウンサー。

## 来歴・人物
福島県いわき市出身。福島県立磐城高等学校を経て、新潟大学卒業。テレビ朝日アスク出身。
中学校卒業時に東日本大震災で被災し、地元福島のテレビ局のアナウンサーが懸命に震災のニュースを伝える姿を見たことがアナウンサーを志すきっかけとなり、高校時代の2013年に『第60回NHK杯全国高校放送コンテスト』に出場し入選を果たす。
大学時代に『にいがた観光大使』を務め、新潟県内の放送局の番組に出演しタレント活動を行っていた。
大学卒業後の2018年、山梨放送（YBS）に入社し情報番組を中心に出演していたが、入社から半年で退社。
以降は再び新潟県へ活動拠点を移し、ブライダル関連の会社に勤めながらも、同県でイベント業の司会業をプロデュースするBBS新潟に所属し活動。
2021年にはミス・ユニバースなどと並ぶ世界４大ミスコンテストの１つ、『ミス・アース』へ出場。2021ミス・アース新潟大会にてグランプリを獲得、日本大会TOP10入賞を果たす。
同コンテストは地球環境問題を訴えることが目的である。任期中には主に、保有している「フードロスゼロ料理アドバイザー」の資格を活かし、食品ロスについて発信していた。
2022年以降はフリーランスライターとして活動。主に環境保全やSDGsに関する項目について執筆している。

## 出演番組

### 山梨放送時代
- ててて!TV（YBSテレビ、火曜中継リポーター）
- 山梨マルシェ（YBSテレビ、MC）
- YBSニュース

### 大学時代
- 八千代コースター（新潟総合テレビ）
- SundayMusicNavi（BSNラジオ）
- にいがたメチャカワch（テレビ新潟）